# 1634: The Ram Rebellion
1634: The Ram Rebellion este un roman scris de Eric Flint, Virginia DeMarce și alții. A fost publicat inițial la 25 aprilie 2006 de către editura Baen. Este al șaptelea roman din seria 1632 (de romane de istorie alternativă).